# Coptocercus multitrichus
Coptocercus multitrichus là một loài bọ cánh cứng trong họ Cerambycidae.